# Metacala
Metacala là một chi bướm đêm thuộc họ Noctuidae.